# Varenrouwmug
De varenrouwmug (Sciara analis) is een muggensoort uit de familie van de rouwmuggen (Sciaridae). De wetenschappelijke naam van de soort is gepubliceerd in 1864 door Schiner.
De varenrouwmug is een kleine, zwarte mug die in de volksmond ook wel rouwvliegje genoemd wordt. De mug legt zo'n 200 eitjes in de vochtige potgrond van kamerplanten. Na twee tot drie dagen heeft het eitje zich ontwikkeld tot een larve die zich, afhankelijk van de temperatuur, na drie tot vijf weken verpopt. Na drie tot vier dagen komt hieruit de volwassen mug. De volwassen mugjes leven slechts twee dagen. 

## Schade en bestrijding
De mugjes kunnen als vervelend bestempeld worden, zeker binnenshuis bij grotere aantallen. Ze zijn zelf niet schadelijk maar de larven die uit de eitjes komen wel. De larven kunnen schadelijk zijn voor de wortels van planten. 
De larven kunnen bestreden worden door de grond te begieten met water waaraan specifieke nematoden / aaltjes (Steinernema feltiae of Steinernema carpocapsae) zijn toegevoegd. Deze dringen de larven binnen en eten ze op. Wanneer er geen larven meer gevonden worden dan sterven ook deze verder onschadelijke aaltjes.
De larven schijnen te leven op de schimmels en dood organisch materiaal in de grond. Bij kamerplanten wordt dan ook veelvuldig de rouwmug bestreden door de schimmels in de potgrond te bestrijden. De volgende mogelijkheden worden door kamerplant-enthousiastelingen gebruikt: 
A. Schimmels (aan voornamelijk de oppervlakte) bestrijden met:  
- Waterstofperoxide. Een oplossing van 3% verdunnen tot 0,7% en daarmee de potgrond bewateren.
- kaneel. In poedervorm toevoegen aan de oppervlakte van de potgrond.
- de potgrond verwijderen en verse potgrond toevoegen.
- de vochtigheid en/of luchtigheid verlagen in de potgrond door bij minder water te geven of ander type grond toe te passen.
- andere oplossing die gevonden zijn, is:  appelazijn, inhoud van een zakje mintthee, kelp.

B. De potgrond afdekken met een laagje fijn zand of grind zodat de rouwmug haar eitjes niet meer kan afzetten.
C. Gele plakstrips plaatsen op een lichte plek of bij de plant, waar de rouwmug aan blijft plakken.